# Plássájávrrie (Arvidsjaurs socken, Lappland, 729293-169002)
Plássájávrrie är en sjö i Arvidsjaurs kommun i Lappland och ingår i Piteälvens huvudavrinningsområde. Sjön har en area på 0,212 kvadratkilometer och ligger 348 meter över havet.

## Delavrinningsområde
Plássájávrrie ingår i det delavrinningsområde (729455-169085) som SMHI kallar för Ovan 729482-169223. Medelhöjden är 340 meter över havet och ytan är 13,55 kvadratkilometer. Räknas de 30 avrinningsområdena uppströms in blir den ackumulerade arean 323,89 kvadratkilometer. Vistån (Kvarnbäcken) som avvattnar avrinningsområdet har biflödesordning 2, vilket innebär att vattnet flödar genom totalt 2 vattendrag innan det når havet efter 130 kilometer. Avrinningsområdet består mestadels av skog (87 procent). Avrinningsområdet har 0,78 kvadratkilometer vattenytor vilket ger det en sjöprocent på 5,8 procent.